# Kopalnia Węgla Kamiennego Brzeszcze-Silesia
Kopalnia Węgla Kamiennego Brzeszcze-Silesia – kopalnia węgla kamiennego istniejąca w latach 2005-2010, znajdująca się na terenie Brzeszcz i Czechowic-Dziedzic.
Kopalnie "Brzeszcze" i "Silesia" zostały połączone w styczniu 2005 roku ze względu na słabe wyniki finansowe zakładu w Czechowicach-Dziedzicach. W grudniu 2010 Kompania Węglowa przekazała Ruch Silesia Przedsiębiorstwu Górniczemu Silesia. Od tego czasu obydwie kopalnie działają znów niezależnie.

## Kopalnia Brzeszcze

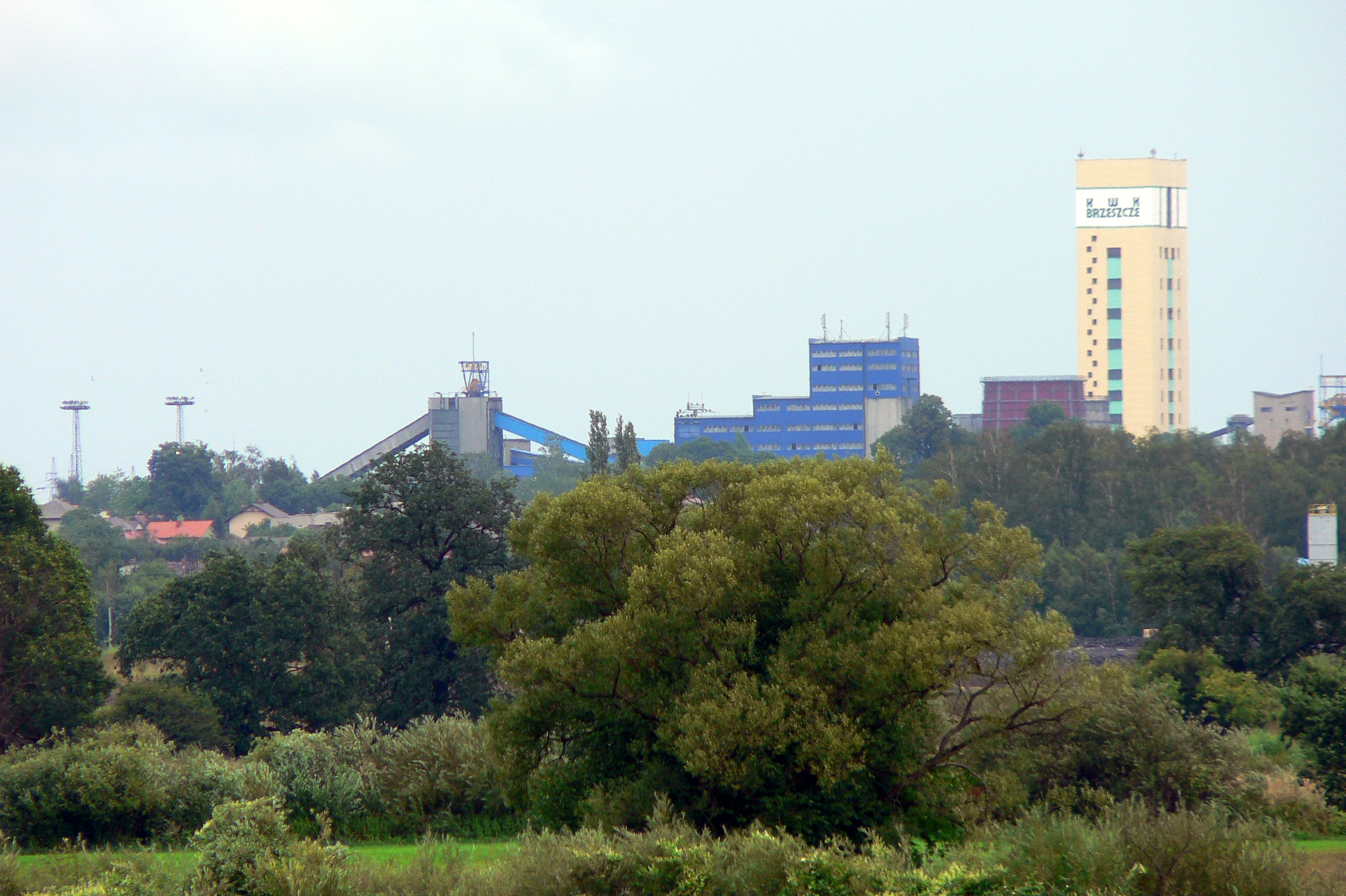
KWK Brzeszcze

### Historia
Na terenie ówczesnej wsi Brzeszcze poszukiwania węgla zainicjował dr Arnold Chaim de Porada Rapaport, pierwsze badania zostały przeprowadzone ok. 1900 roku, eksploatację rozpoczęto w 1907 roku. Po I wojnie światowej zakład ten przejęło państwo, stał się jedyną państwową kopalnią w kraju. Podczas II wojny światowej weszła w skład koncernu Hermann Göring, pracowali w niej jeńcy obozu Auschwitz, przeniesieni na ten okres do podobozu Jawischowitz. Po wojnie zakład, ze względu na zapotrzebowanie na węgiel kamienny, zaczął się rozwijać. Załoga angażowała się w ogólnokrajowe protesty górników na początku lat osiemdziesiątych. W 1993 roku weszła w skład Nadwiślańskiej Spółki Węglowej, w 2003 roku w skład Kompanii Węglowej. W 2012 roku nastąpił pożar w strategicznym pokładzie 510, przez co kopalnia utraciła swoje możliwości wydobywcze szacowane na ok. 2 mln ton/rok. Obecnie węgiel wydobywają 2 ściany wydobywcze.

### Dane
- Obszar: 20 km²
- Roczne wydobycie: 1 200 000 ton
- Sortymenty węgla: groszek, orzech, miał, kostka,
- Forma złoża: pokładowa
- Zagrożenia eksploatacyjne: metanowe, wodne, wybuchu pyłu węglowego
- Zastosowanie kopaliny: węgiel energetyczny